# Gustaw V
Gustaw V (ur. 16 czerwca 1858 w Drottningholm, zm. 29 października 1950 tamże) – król Szwecji w latach 1907–1950, z dynastii Bernadotte. Syn króla Szwecji i Norwegii Oskara II i Zofii Nassau. Do 1905 następca tronu Norwegii, wolnomularz.

## Zarys biografii
Wstąpił na tron po śmierci ojca, Oskara II. Dążył do współpracy z pozostałymi monarchiami skandynawskimi. Był zwolennikiem reform. Dbał o przestrzeganie porządku konstytucyjnego. W okresie jego panowania nastąpiło przyznanie praw wyborczych kobietom. Na lata władzy Gustawa V przypadły obie wojny światowe, w których starał się mimo swych proniemieckich sympatii utrzymać neutralność kraju.
20 września 1881 poślubił księżniczkę badeńską Wiktorię (1862–1930), córkę wielkiego księcia Badenii Fryderyka I. Para miała trzech synów:
- Gustaw Adolf (1882–1973), król Szwecji w latach 1950–1973
- Wilhelm (1884–1965)
- Eryk (1889–1918)

Sport
Położył wielkie zasługi dla tenisa. Nauczył się grać podczas pobytu w Wielkiej Brytanii w 1878 i po powrocie do Szwecji założył pierwszy klub tenisowy. W 1936 ufundował King’s Cup, ważną halową imprezę drużynową w Europie. Jako „Pan G” (wzgl. „Mister G”) wielokrotnie grywał dla przyjemności na Riwierze Francuskiej, najchętniej w miksta w parze z ówczesnymi gwiazdami tenisa żeńskiego, m.in. Suzanne Lenglen i Jadwigą Jędrzejowską. Występował na korcie do późnej starości.
W okresie II wojny światowej interweniował u władz niemieckich w sprawie lepszego traktowania więzionych tenisistów: Jeana Borotry i Gottfrieda von Cramma. W 1980 został uhonorowany członkostwem w Międzynarodowej Tenisowej Galerii Sławy.

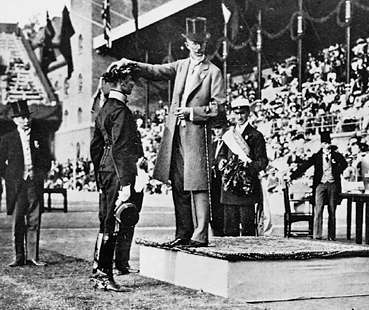
Gustaw V dekoruje wieńcem laurowym „Göstę” Lilliehööka na IO w Sztokholmie, 1912
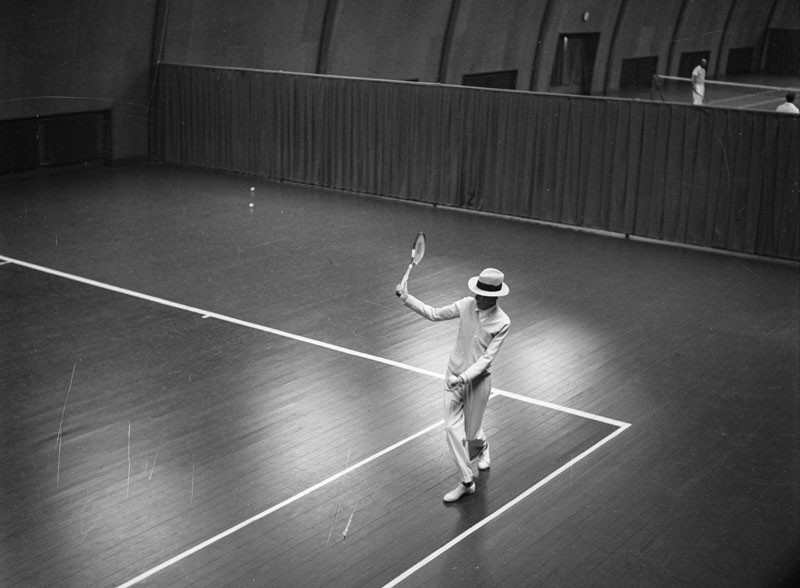
Gustaw V na korcie tenisowym w Sztokholmie, 1942
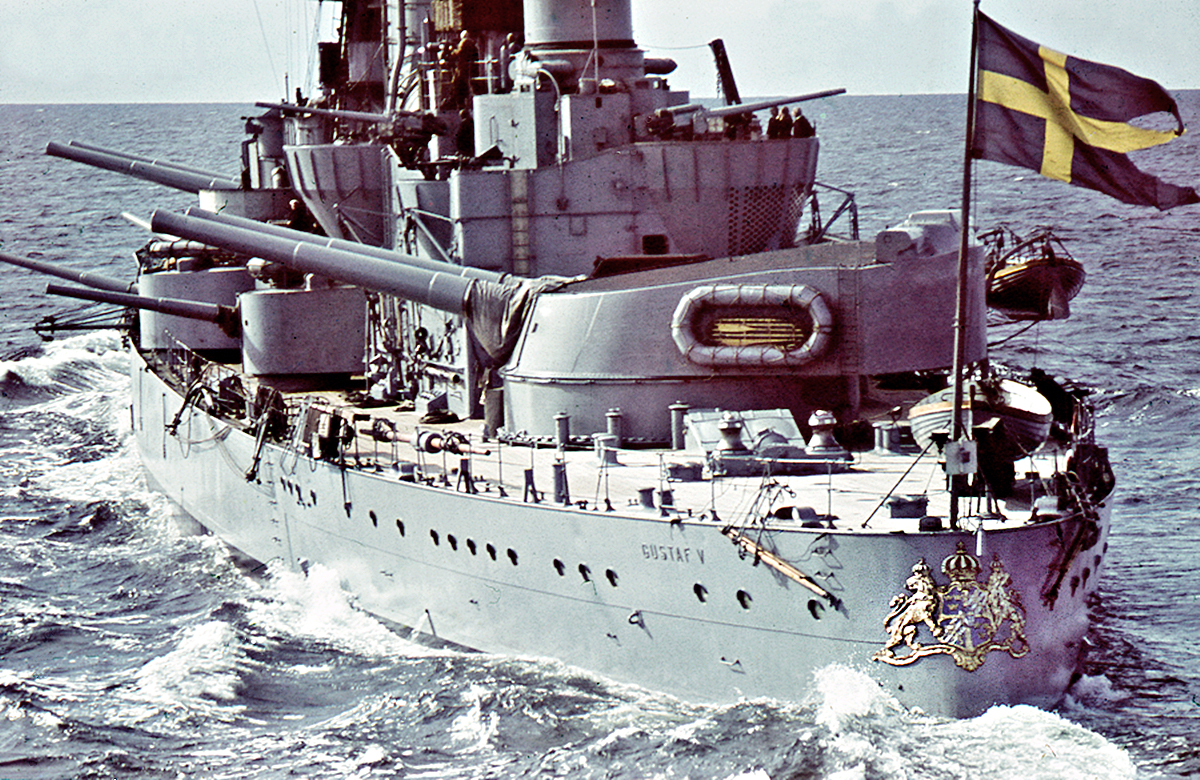
Okręt marynarki wojennej Szwecji „Gustaw V” (1922-1957)

## Odznaczenia
Szwedzkie
- Order Serafinów – Wielki Mistrz
- Order Gwiazdy Polarnej – Wielki Mistrz
- Order Miecza – Wielki Mistrz
- Order Wazów – Wielki Mistrz
- Order Karola XIII – Wielki Mistrz
- Odznaka Pamiątkowa Króla Króla Oskara II (1897)
- Medal Srebrnego Wesela Księcia Gustawa i Księżnej Wiktorii (1906)
- Odznaka Pamiątkowa Złotego Wesela Króla Oskara II i Królowej Zofii (1907)
- Odznaka Jubileuszowa 70 Urodzin Króla Gustawa V (1928)
- Kawaler Główny Orderu św. Jana

Zagraniczne
- Order Lwa (Norwegia)
- Order Świętego Olafa (Norwegia)
- Krzyż Wolności Haakona VII (Norwegia)[7]
- Order Wierności (Badenia)
- Order Bertholda I (Badenia)
- Medal Jubileuszowy Rządu (Badenia, 1906)
- Medal Pamiątkowy Złotego Wesela Fryderyka i Ludwiki (Badenia)
- Order Świętego Huberta (Bawaria)
- Order Leopolda (Belgia)
- Order Krzyża Południa (Brazylia)
- Order Zasługi (Chile) z łańcuchem
- Order Słonia (Dania)
- Wielki Komandor Orderu Danebroga (Dania)
- Odznaka Honorowa Orderu Danebroga (Dania)
- Medal Wolności Króla Chrystiana X (Dania)[8]
- Order Mohameda Alego z łańcuchem (Egipt)
- Order Krzyża Wolności (Estonia)
- Order Gwiazdy Białej z łańcuchem (Estonia)
- Order Salomona (Etiopia)
- Order Białej Róży z łańcuchem (Finlandia)
- Order Legii Honorowej (Francja)
- Order Zbawiciela (Grecja)
- Order Ludwika (Hesja)
- Order Hohenzollernów (książęcy)
- Order Haszymitów z łańcuchem (Irak)
- Order Pahlawiego z łańcuchem (Iran)
- Order Annuncjaty (Włochy)
- Order Świętych Maurycego i Łazarza (Włochy)
- Order Chryzantemy z łańcuchem (Japonia)
- Order Gwiazdy Jerzego Czarnego (Jugosławia)
- Order Trzech Gwiazd (Łotwa)
- Order Korony Wendyjskiej z łańcuchem (Meklemburgia)
- Order Złotego Lwa (Nassau)
- Order Lwa Niderlandzkiego (Holandia)
- Order Zasługi z łańcuchem (Oldenburg)
- Order Portretu Przywódcy Wiernych (Persja)
- Order Słońca Peru (z brylantami)
- Order Orła Białego (1928, Polska)[9]
- Wstęga Trzech Orderów (Portugalia)
  - Order Chrystusa (Portugalia)
  - Order św. Benedykta z Avis
  - Order św. Jakuba od Miecza
- Order Wieży i Miecza (Portugalia)
- Order Orła Czarnego (Prusy)
- Order Orła Czerwonego (Prusy)
- Order Karola I (Rumunia)
- Order Korony (Rumunia)
- Order Gwiazdy (Rumunia)
- Order Świętego Andrzeja (Rosja)
- Order Świętego Aleksandra Newskiego (Rosja)
- Order Świętej Anny (Rosja)
- Order Orła Białego (Rosja)
- Order Świętego Stanisława (Rosja)
- Medal Koronacyjny Mikołaja II (Rosja)
- Medal na Pamiątkę Koronacji Aleksandra III (Rosja)
- Order Korony Rucianej (Saksonia)
- Order Ernestyński (Saksonia)
- Order Sokoła Białego (Saksonia-Weimar)
- Order Złotego Runa (1881, Hiszpania)
- Order Maha Chakri (Syjam)
- Order Podwiązki (1905, Wielka Brytania)
- Order Łaźni (1901, Wielka Brytania)
- Królewski Łańcuch Wiktoriański (1908, Wielka Brytania)
- Order Lwa Białego z łańcuchem (Czechosłowacja)
- Order Imtiyaz (Turcja)
- Order Osmana (Turcja)
- Order Świętego Stefana (1879, Austro-Węgry)[10]
- Order Zasługi ze Świętą Koroną i łańcuchem (Węgry)
- Order Oswobodziciela z łańcuchem (Wenezuela)
- Order Korony (Wirtembergia)
- Order Świętego Karola (Monako)
- Odznaka Honorowa za Zasługi (Austria)
- Medal Koronacyjny Króla Jerzego V (Wielka Brytania)
- Medal Złotego Jubileuszu Królowej Wiktorii (Wielka Brytania)
- Medal Pamiątkowy Cesarza Wilhelma I (Prusy)

## Genealogia
| Prapradziadkowie                              | Jan Henryk Bernadotte (1711–1780) ∞1754 Joanna de Saint Vincent (1728–1809)                       | Franciszek Clary (1725–1794) ∞1759 Franciszka Somis (1737–1815)                                   | Aleksander de Beauharnais (1760–1794) ∞1779 Maria Józefina Tascher (1763–1814)                    | Król Bawarii Maksymilian I Józef Wittelsbach (1756–1825) ∞1785 Augusta Hessen-Darmstadt (1765–1796) | Karol Krystian Nassau-Weilburg (1735–1788) ∞1760 Karolina Oranje-Nassau (1743–1787)               | Wilhelm Jerzy Kirchberg (1751–1777) ∞1771 Isabella Augusta Reuss (1752–1824)                      | Król Wirtembergii Fryderyk I Wirtemberski (1732–1797) ∞1760 Augusta Karolina Braunschwig-Wolfenbütten (1764–1788) | Fryderyk Wettyn (1763–1834) ∞1785 Charlotte Mecklembourg-Strelitz (1769–1818)                     |
| Pradziadkowie                                 | Król Szwecji i Norwegii Karol XIV Jan (1763–1844) ∞1797 Désirée Clary (1777–1860)                 | Król Szwecji i Norwegii Karol XIV Jan (1763–1844) ∞1797 Désirée Clary (1777–1860)                 | Eugeniusz de Beauharnais (1781–1824) ∞1806 Augusta Amalia Wittelsbach (1788–1851)                 | Eugeniusz de Beauharnais (1781–1824) ∞1806 Augusta Amalia Wittelsbach (1788–1851)                   | książę Fryderyk Wilhelm Nassau-Weilburg (1768–1816) ∞1788 Luiza Izabela Kirchberg (1772–1827)     | książę Fryderyk Wilhelm Nassau-Weilburg (1768–1816) ∞1788 Luiza Izabela Kirchberg (1772–1827)     | Paweł Wirtemberski (1785–1852) ∞1805 Charlotta Wettyn (1787–1847)                                                 | Paweł Wirtemberski (1785–1852) ∞1805 Charlotta Wettyn (1787–1847)                                 |
| Dziadkowie                                    | Król Szwecji i Norwegii Oskar I Bernadotte (1799–1859) ∞1823 Józefina de Beauharnais (1807–1876)  | Król Szwecji i Norwegii Oskar I Bernadotte (1799–1859) ∞1823 Józefina de Beauharnais (1807–1876)  | Król Szwecji i Norwegii Oskar I Bernadotte (1799–1859) ∞1823 Józefina de Beauharnais (1807–1876)  | Król Szwecji i Norwegii Oskar I Bernadotte (1799–1859) ∞1823 Józefina de Beauharnais (1807–1876)    | Wilhelm Nassau (1792–1839) ∞1829 Paulina Wirtemberska (1810–1856)                                 | Wilhelm Nassau (1792–1839) ∞1829 Paulina Wirtemberska (1810–1856)                                 | Wilhelm Nassau (1792–1839) ∞1829 Paulina Wirtemberska (1810–1856)                                                 | Wilhelm Nassau (1792–1839) ∞1829 Paulina Wirtemberska (1810–1856)                                 |
| Rodzice                                       | Król Szwecji i Norwegii Oskar II Bernadotte (1829–1907) ∞1857 Zofia Wilhelmina Nassau (1836–1913) | Król Szwecji i Norwegii Oskar II Bernadotte (1829–1907) ∞1857 Zofia Wilhelmina Nassau (1836–1913) | Król Szwecji i Norwegii Oskar II Bernadotte (1829–1907) ∞1857 Zofia Wilhelmina Nassau (1836–1913) | Król Szwecji i Norwegii Oskar II Bernadotte (1829–1907) ∞1857 Zofia Wilhelmina Nassau (1836–1913)   | Król Szwecji i Norwegii Oskar II Bernadotte (1829–1907) ∞1857 Zofia Wilhelmina Nassau (1836–1913) | Król Szwecji i Norwegii Oskar II Bernadotte (1829–1907) ∞1857 Zofia Wilhelmina Nassau (1836–1913) | Król Szwecji i Norwegii Oskar II Bernadotte (1829–1907) ∞1857 Zofia Wilhelmina Nassau (1836–1913)                 | Król Szwecji i Norwegii Oskar II Bernadotte (1829–1907) ∞1857 Zofia Wilhelmina Nassau (1836–1913) |
| Gustaw V Bernadotte (1858–1950), król Szwecji |                                                                                                   |                                                                                                   |                                                                                                   | |                                                                                                   |                                                                                                   | |                                                                                                   |